# Charles Auguste de Bériot
Charles Auguste de Bériot (Lovanio, 20 febbraio 1802 – Bruxelles, 8 aprile 1870) è stato un violinista e compositore belga.

## Biografia
Esordisce a nove anni in concerto andando poi a Parigi dove inizia la sua carriera concertistica. Durante le sue tournée europee conosce la cantante Maria Malibran che sposa nel 1836. Nel 1843 ottiene una cattedra al conservatorio di Bruxelles. Qui avrà tra i suoi allievi Henri Vieuxtemps. Nel 1852 si ritira a causa di una malattia che lo rende cieco. Bériot è considerato da tutti il fondatore della scuola violinistica belga e il predecessore di Eugène Ysaÿe. Tra le sue composizioni si ricordano diversi trattati didattici e metodi, cinque raccolte di studi, i famosi dieci concerti per violino e orchestra e la raccolta Scene de ballet.
Massone, fu membro della Loggia Les Amis philanthropes del Grande Oriente del Belgio, a Bruxelles.